# Ebtissam Zayed
Ebtissam Zayed Ahmed Mohamed est une coureuse cycliste égyptienne, née le 25 septembre 1996 à Suez. Elle pratique le cyclisme sur route, sur piste et le VTT.

## Biographie
Depuis 2016, Ebtissam Zayed domine les championnats d'Afrique sur piste. 
En 2018, elle rejoint l'équipe émiratit Al Asayl, la première équipe féminine au Moyen-Orient,.
Elle participe au tournoi de vitesse des Jeux olympiques de 2016, où elle est éliminée dès les qualification après avoir réalisé le 27e et dernier temps.  Elle est la première égyptienne à avoir participer aux épreuves de piste aux JO.
En 2023, elle rejoint l'équipe sur route Zaaf, nouvellement créée. Cependant elle quitte l'équipe dès le mois d'avril, cette dernière, en difficultés financières, disparait peu de temps après,.
Elle participe également à l'omnium des Jeux olympiques de 2020 et se classe 18e après avoir dû abandonner la dernière épreuve.
À la fin de l'année 2024, elle participe à l'UCI Track Champions League.

## Vie privée
En mars 2022, elle se marie avec le cycliste algérien Yacine Chalel.

## Palmarès sur piste

### Jeux Olympiques
- Rio de Janeiro 2016
  - 27e de la vitesse
- Tokyo 2020
  - 18e de l'omnium

### Championnats d'Afrique
- Pietermaritzburg 2015
  -  Médaillée d'argent de l'omnium
  -  Médaillée de bronze de la poursuite individuelle
- Casablanca 2016
  -  Championne d'Afrique du keirin
  -  Championne d'Afrique de vitesse individuelle
  -  Championne d'Afrique de course aux points
  -  Médaillée d'argent du 500 mètres
  -  Médaillée d'argent de la vitesse par équipes
  -  Médaillée d'argent de la poursuite individuelle
- Durban 2017
  -  Championne d'Afrique du keirin
  -  Championne d'Afrique du poursuite individuelle
  -  Championne d'Afrique du scratch
  -  Médaillée d'argent de la vitesse par équipes
- Casablanca 2018
  -  Championne d'Afrique du keirin
  -  Championne d'Afrique de vitesse individuelle
  -  Championne d'Afrique de vitesse par équipes (avec Donia Rashwan)
  -  Championne d'Afrique du poursuite individuelle
  -  Championne d'Afrique de poursuite par équipes (avec Donia Rashwan, Mariam Mohamed et Nadeen Alaa Eldin)
  -  Championne d'Afrique de course aux points
  -  Championne d'Afrique du scratch
- Pietermaritzburg 2019
  -  Championne d'Afrique de course aux points
  -  Championne d'Afrique de l'omnium
  -  Médaillée d'argent du 500 mètres
  -  Médaillée d'argent du keirin
  -  Médaillée d'argent du scratch
  -  Médaillée de bronze de l'américaine
- Le Caire 2020
  -  Championne d'Afrique de poursuite individuelle
  -  Championne d'Afrique de course aux points
  -  Championne d'Afrique du scratch
  -  Championne d'Afrique de l'omnium
  -  Médaillée d'argent de la vitesse par équipes
- Le Caire 2021
  -  Championne d'Afrique de l'omnium
  -  Championne d'Afrique de poursuite individuelle
  -  Championne d'Afrique de course aux points
  -  Championne d'Afrique du scratch
  -  Championne d'Afrique de course à l'élimination
  -  Championne d'Afrique de l'américaine (avec Maryam Yaser)
  -  Médaillée d'argent de la vitesse par équipes (avec Salma Mostafa et Maryam Yaser)
- Abuja 2022
  -  Championne d'Afrique du scratch
  -  Championne d'Afrique de l'omnium
  -  Championne d'Afrique de course à l'élimination
  -  Championne d'Afrique de course aux points
  -  Championne d'Afrique de l'américaine (avec Hapepa Eliwa)
  -  Médaillée d'argent de la poursuite individuelle
- Le Caire 2023
  -  Championne d'Afrique du scratch
  -  Championne d'Afrique de course à l'élimination
  -  Championne d'Afrique de l'omnium
  -  Championne d'Afrique de course aux points
- Le Caire 2024
  -  Championne d'Afrique du scratch
  -  Championne d'Afrique de course à l'élimination
  -  Championne d'Afrique de l'omnium
  -  Championne d'Afrique de course aux points
  -  Championne d'Afrique de vitesse par équipes (avec Nada Aboubalash et Shahd Mohamed)
  -  Championne d'Afrique de poursuite par équipes (avec Nada Aboubalash, Aya Mohamed et Rehab Elsherbini)
  -  Médaillée d'argent de l'américaine (avec Nada Aboubalash)
- Le Caire 2025
  -  Championne d'Afrique du scratch
  -  Championne d'Afrique de course à l'élimination
  -  Championne d'Afrique de l'omnium
  -  Championne d'Afrique de poursuite par équipes (avec Mentalla Belal, Habiba Osama et Shahd Mohamed)
  -  Championne d'Afrique de l'américaine (avec Shahd Mohamed)
  -  Championne d'Afrique de course aux points

### Championnats nationaux
- Championne d'Égypte du 500 mètres : 2019
- Championne d'Égypte de poursuite : 2019 et 2022
- Championne d'Égypte d'omnium : 2019, 2020 et 2022
- Championne d'Égypte du keirin : 2020

## Palmarès sur route

### Par années
- 2017
  -  Médaillée de bronze du championnat d'Afrique du contre-la-montre par équipes
- 2022
  -  Championne arabe sur route
  -  Championne d'Afrique sur route
  - Tour du Burundi :
    - Classement général
    - Prologue, 1re, 2e, 3e, 4e et 5e étapes

  -  Médaillée d'argent du championnat d'Afrique du contre-la-montre
  -  Médaillée de bronze du championnat d'Afrique du contre-la-montre par équipes
  -  Médaillée de bronze du championnat d'Afrique du contre-la-montre par équipes mixte
- 2023
  -  Championne arabe sur route
  -  Championne arabe du contre-la-montre
  -  Championne d'Égypte sur route
  -  Championne d'Égypte du contre-la-montre
- 2024
  -  Championne d'Égypte sur route
  -  Championne d'Égypte du contre-la-montre
- 2025
  -  Championne d'Égypte sur route
  -  Championne d'Égypte du contre-la-montre

### Classements mondiaux
| Année                                 | 2015 | 2016 | 2017 | 2018 | 2019 | 2020 | 2021 | 2022 | 2023 | 2024 |
| ------------------------------------- | ---- | ---- | ---- | ---- | ---- | ---- | ---- | ---- | ---- | ---- |
| Classement UCI                        | 424e | nc   | 290e | 599e | 478e | nc   | 217e | 99e  | 211e | 218e |
|                                       |      |      |      |      |      |      |      |      |      |      |
| Légende : nc = non classéSource : UCI |      |      |      |      |      |      |      |      |      |      |

## Palmarès en VTT
- 2018
  -  Médaillée d'argent du championnat d'Afrique de cross-country espoirs